# Haworthia caerulea
Haworthia caerulea là một loài thực vật có hoa trong họ Măng tây. Loài này được M.Hayashi & Breuer mô tả khoa học đầu tiên năm 2004.